# Ромахина
Ромахина (устар. Малая Жилина) — река в России, протекает по Туринскому городскому округу Свердловской области. Длина реки составляет 10 км.
Начинается из болота, лежащего среди берёзово-осинового леса. Течёт в юго-западном направлении через елово-кедровый лес. Устье реки находится в 13 км по левому берегу реки Кокузовка вблизи урочища Мочалка.

## Данные водного реестра
По данным государственного водного реестра России относится к Иртышскому бассейновому округу, водохозяйственный участок реки — Тура от впадения реки Тагил и до устья, без рек Тагил, Ница и Пышма, речной подбассейн реки — Тобол. Речной бассейн реки — Иртыш.
Код объекта в государственном водном реестре — 14010502312111200006145.